# Aphrodita refulgida
Aphrodita refulgida är en ringmaskart som beskrevs av Moore 1910. Aphrodita refulgida ingår i släktet Aphrodita och familjen Aphroditidae. Inga underarter finns listade i Catalogue of Life.